# 名島弘三
名島 弘三（大正6年（1917年）8月9日 -　没年不明）は日本の実業家。名島（名）代表社員、全国肥料商連合会鳥取県部会支部長、日本肥料商業協同組合中国ブロック理事、米子商工会議所建設業部会常任委員。元中国興業銀行頭取名島嘉吉郎の甥。

## 経歴・人物
名島善の長男。早大商科卒。日産化学工業入社。木津川工場勤務、課長補佐。昭和30年（1955年）、帰郷して家業を継承。
趣味は音楽、写真。宗教は浄土宗。住所は鳥取県米子市明治町。

## 家族・親族

### 名島家

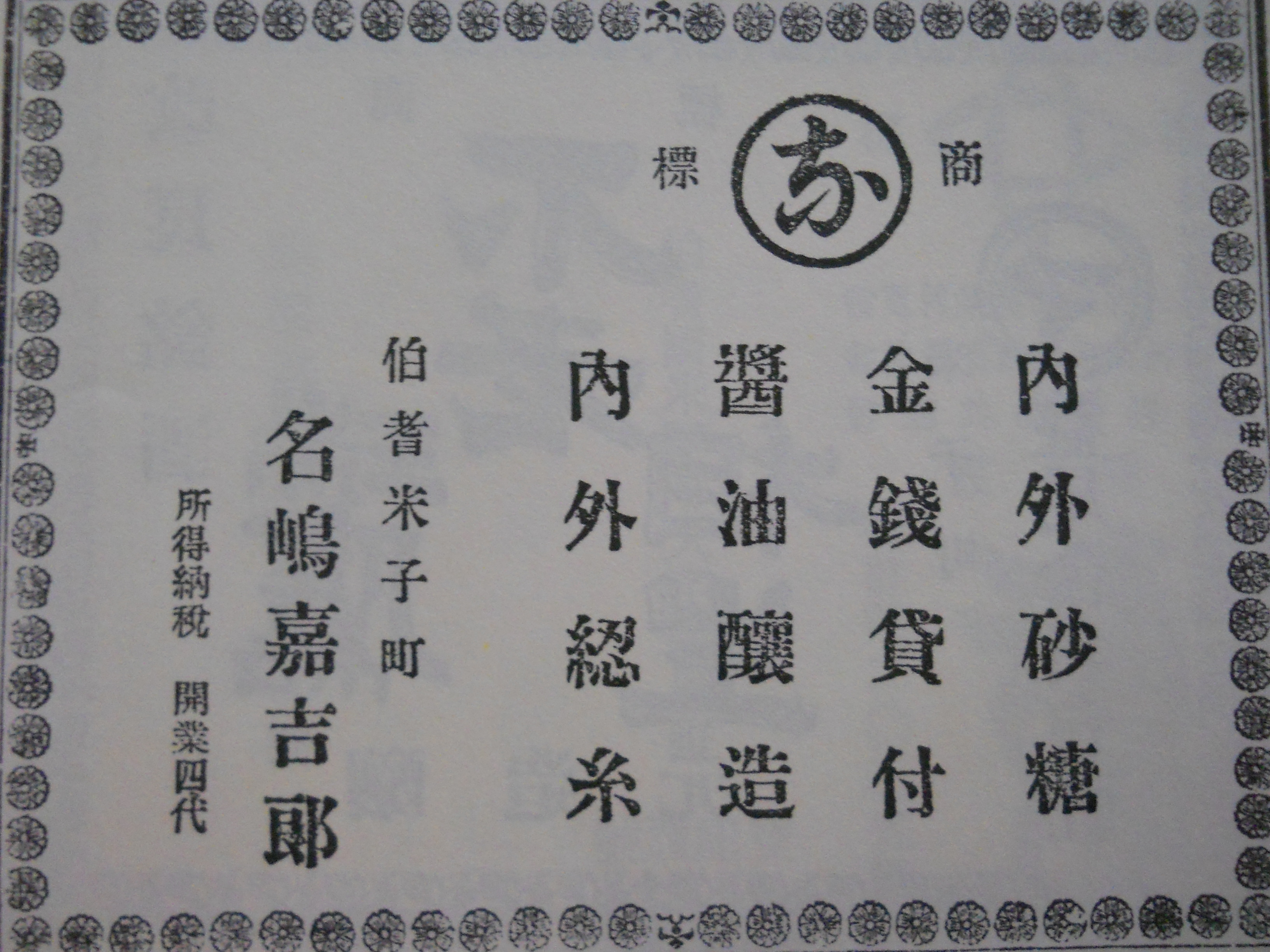
名嶋嘉吉郎商店（名和川屋）
（『帝國實業名鑑』より）

（鳥取県米子市博労町、米子市明治町）

## 史料
大正5年（1916年）刊の『陰陽八郡一覧』によって、国税二十円以上の納税者をみると、
米子駅前通りと考えられる成実村では、
内田秀蔵（「米吾」、物品販売、二十八円二十銭）
石田運送合名（運送・請負、五十一円三十銭）
柏木正一（旅館、二十三円八十銭）
名島合名（物品販売、五十九円三十銭）
赤沢康平（請負、五百十四円六十銭）となっている。

## 関連
- 名島嘉吉郎